# Al Jefferson
Pour les articles homonymes, voir Jefferson.
Al Ricardo Jefferson (surnommé « Big Al ») est un joueur américain de basket-ball (né le 4 janvier 1985 à Monticello dans le Mississippi) qui évolue au poste de pivot.

## Lycée
Au cours de sa dernière année au lycée de Prentiss il marque 42 points, prend 16 rebonds et effectue 7 contres en moyenne par match. Fort de ces statistiques impressionnantes, il décide de s'inscrire directement à la Draft de la NBA, sans passer par l'Université.

## Carrière professionnelle

### Celtics de Boston (2004-2007)
Avec sa sélection en 15e position de la draft en 2004, il devient le premier lycéen drafté de l'histoire des Celtics. Après une première saison solide pour un joueur issu des joutes lycéennes, Al Jefferson connaît une deuxième saison perturbée par les blessures. Cependant, il est vu par les fans des Celtics comme pouvant devenir l'un des meilleurs joueurs à son poste dans les années à venir.
Durant la saison 2006-2007, Al Jefferson marque 16 points et prend 11 rebonds de moyenne par match, ce qui lui permet pour la première fois de sa carrière d'enregistrer un double-double de moyenne sur une saison. Son meilleur match se situe lors d'une victoire 92 à 90 face aux New Jersey Nets, rencontre où il inscrit 36 points et prend 18 rebonds.

### Timberwolves du Minnesota (2007-2010)

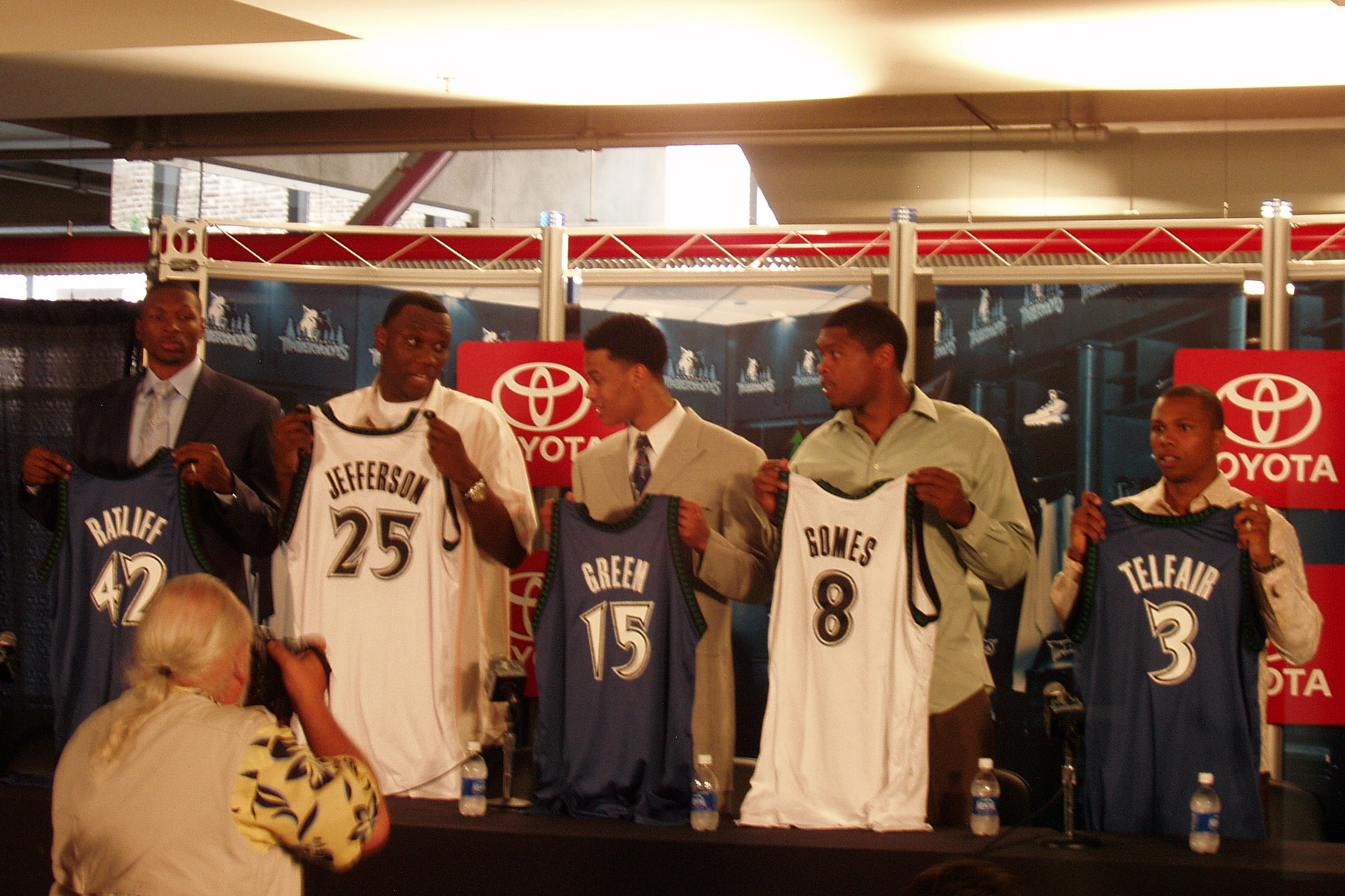
Jefferson (2e en partant de la gauche) lors de sa signature à Minnesota.

Le 31 juillet 2007, il est transféré, avec Gerald Green, Sebastian Telfair, Ryan Gomes et Theo Ratliff, aux Timberwolves du Minnesota en échange de Kevin Garnett, Kevin McHale voyant en Jefferson une future grande star.
Avec le départ de Kevin Garnett, Al Jefferson doit endosser le rôle de « franchise player » des Timberwolves du Minnesota. Il signe un gros contrat en faveur du Minnesota.
Durant sa première saison, il termine meilleur marqueur de son équipe. Il dispute les 82 matchs de la saison. Il est le 20e meilleur marqueur en moyenne par match de la NBA avec 21 points par match, le 5e meilleur rebondeur avec 11,1 rebonds par match, le 2e au niveau des rebonds offensifs avec 3,8 par match. Il a la 12e meilleure évaluation en moyenne et est le 3e en termes de double-doubles. Il est l'un des quatre joueurs à avoir une moyenne de plus de 20 points et 10 rebonds par match (les trois autres sont Dwight Howard, Carlos Boozer et Antawn Jamison).

### Jazz de l'Utah (2010-2013)
Durant l'été 2010, il signe au Jazz de l'Utah. Le 12 avril 2013, il réalise son meilleur match en carrière lors de la victoire du Jazz sur les Wolves. Avec 40 points, 13 rebonds et 6 passes décisives, il est le leader statistique du match dans ces trois catégories. Dans le cercle des joueurs à plus de 40 points terminant également meilleur rebondeur et passeur du même match, il rejoint des légendes comme Shaquille O'Neal en 2001, Patrick Ewing en 1991, Larry Bird en 1980, Artis Gilmore en 1977, Bob McAdoo en 1976 et Kareem Abdul-Jabbar en 1975.

### Bobcats/Hornets de Charlotte (2013-2016)

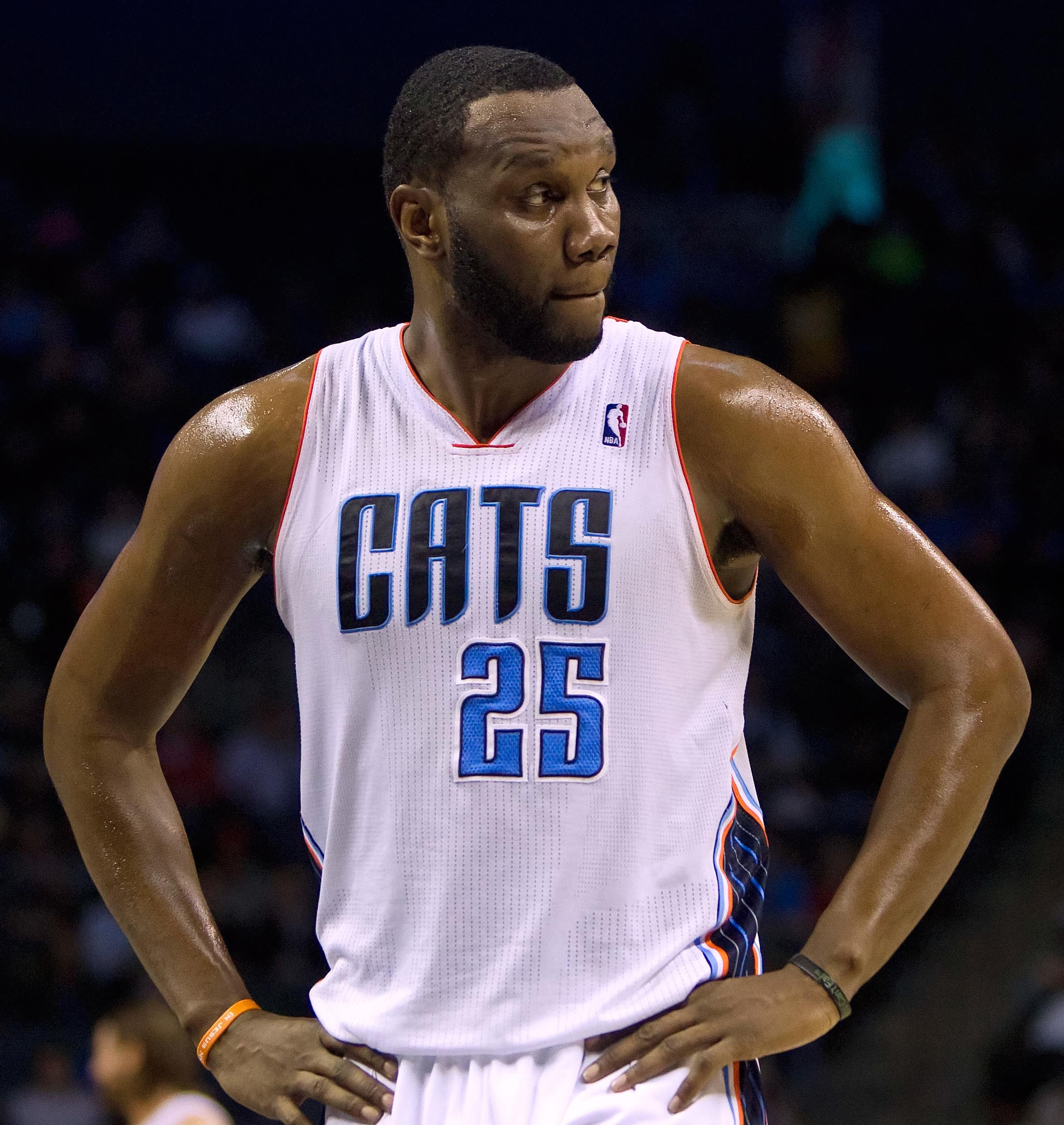
Jefferson en mars 2014.

Désiré par les Bobcats de Charlotte, il y signe durant l'été 2013. En octobre 2013, lors de la présaison, il se blesse à la cheville droite après être retombé sur le pied de Chris Bosh mais espère être présent pour le début de la saison, le 30 octobre contre les Rockets de Houston. Finalement, il fait ses débuts avec les Bobcats le 11 novembre contre les Hawks d'Atlanta. Au début de la saison, il manque neuf des douze premiers matchs à cause d'une douleur à la cheville. À l'approche de l'annonce des remplaçants pour le All-Star Game, il ne s'attend pas à être sélectionné malgré des moyennes de 19 points et 10 rebonds par match cette saison. Le 31 janvier, malgré la confirmation de sa non-sélection, il égale son record de points en carrière pour la 4e fois en marquant 40 points lors de la victoire des siens aux Lakers de Los Angeles, 110 à 100. Il est l’un des rares pivots capable d’imposer sa puissance au poste bas.
En mars et avril 2014, il reçoit le titre de joueur du mois de la conférence Est. Il participe aux playoffs et rencontre le Heat de Miami au 1er tour. À la fin du premier quart-temps du premier match, il se blesse au pied gauche mais parvient à revenir sur les parquets ensuite. Cette blessure le diminue durant toute la série et il compare sa douleur à celle que l'on a lors que l'on marche pieds nus sur des clous.
À la reprise de l'entraînement pour aborder la nouvelle saison, il se dit totalement guéri de sa blessure.

### Pacers de l'Indiana (2016 - 2018)
Free agent en 2016, il s'engage pour 30 millions de dollars sur 3 ans aux Pacers.

### Xinjiang Flying Tigers (2018 - novembre 2018)
Il évolue 10 matches sous les couleurs des Xinjiang Flying Tigers avant de quitter l'équipe en novembre 2018.
Le 25 mars 2019, il annonce prendre sa retraite.

## Clubs successifs
- 2004 - 2007 :  Celtics de Boston.
- 2007 - 2010 :  Timberwolves du Minnesota.
- 2010 - 2013 :  Jazz de l'Utah.
- 2013 - 2016 :  Bobcats de Charlotte/Hornets de Charlotte.
- 2016 - 2018 :  Pacers de l'Indiana
- 2018 :  Xinjiang Flying Tigers

## Palmarès
- NBA All-Rookie Second Team (Deuxième cinq des débutants) en 2005.
- 2 fois Joueur du mois de la Conférence Est : mars et avril 2014
- 7 fois joueur de la semaine en NBA, dont 4 fois joueur de la semaine de la Conférence Ouest et 3 fois joueur de la semaine de la conférence Est.

## Records personnels et distinctions
Les records personnels d'Al Jefferson, officiellement recensés par la NBA sont les suivants :
| Type de statistique        | Saison régulière | Saison régulière            | Saison régulière | Playoffs | Playoffs               | Playoffs      |
| Type de statistique        | Record           | Adversaire                  | Date             | Record   | Adversaire             | Date          |
| -------------------------- | ---------------- | --------------------------- | ---------------- | -------- | ---------------------- | ------------- |
| Points                     | 40               | 4 fois                      |                  | 26       | Spurs de San Antonio   | 7 mai 2012    |
| Paniers marqués            | 19               | Timberwolves du Minnesota   | 12 avril 2013    | 13       | Spurs de San Antonio   | 7 mai 2012    |
| Paniers tentés             | 32               | @ Lakers de Los Angeles     | 31 janvier 2014  | 23       | @ Heat de Miami        | 23 avril 2014 |
| Paniers à 3 points réussis | 1                | 6 fois                      |                  |          |                        |               |
| Paniers à 3 points tentés  | 2                | 2 fois                      |                  | 1        | Spurs de San Antonio   | 7 mai 2012    |
| Lancers francs réussis     | 14               | Nets du New Jersey          | 27 janvier 2008  | 4        | Heat de Miami          | 26 avril 2014 |
| Lancers francs tentés      | 17               | Nets du New Jersey          | 27 janvier 2008  | 5        | Heat de Miami          | 26 avril 2014 |
| Rebonds offensifs          | 12               | Suns de Phoenix             | 26 novembre 2008 | 8        | @ Pacers de l'Indiana  | 5 mai 2005    |
| Rebonds défensifs          | 23               | @ Rockets de Houston        | 13 janvier 2010  | 9        | @ Heat de Miami        | 20 avril 2014 |
| Rebonds totaux             | 26               | 2 fois                      |                  | 14       | @ Pacers de l'Indiana  | 5 mai 2005    |
| Passes décisives           | 7                | 3 fois                      |                  | 4        | @ Spurs de San Antonio | 29 avril 2012 |
| Interceptions              | 4                | 7 fois                      |                  | 2        | 3 fois                 |               |
| Contres                    | 7                | @ Timberwolves du Minnesota | 22 décembre 2010 | 3        | 2 fois                 |               |
| Balles perdues             | 8                | 2 fois                      |                  | 2        | Spurs de San Antonio   | 7 mai 2012    |
| Minutes jouées             | 54               | Mavericks de Dallas         | 16 avril 2012    | 41       | Spurs de San Antonio   | 7 mai 2012    |

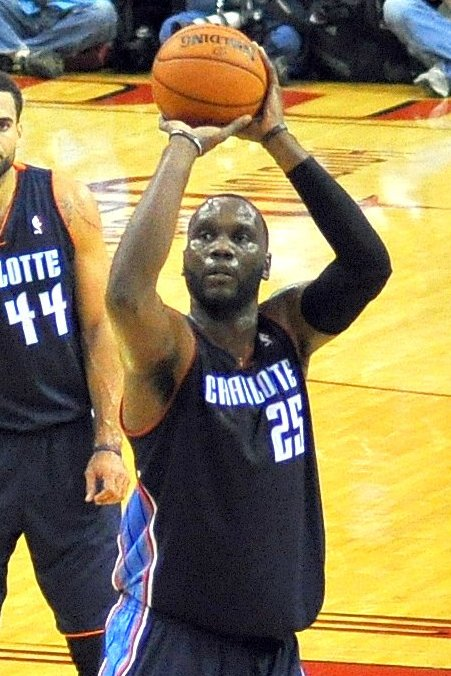
Al Jefferson en octobre 2013.

- Double-double : 321 (dont 5 en playoffs) (au 21/11/2014).
- Triple-double : aucun.

## Salaires
| Année       | Équipe       | Salaire      |
| ----------- | ------------ | ------------ |
| 2004-2005   | Celtics      | 1 407 240 $  |
| 2005-2006   | Celtics      | 1 512 840 $  |
| 2006-2007   | Celtics      | 1 618 320 $  |
| 2007-2008   | Timberwolves | 2 480 885 $  |
| 2008-2009   | Timberwolves | 11 000 000 $ |
| 2009-2010   | Timberwolves | 12 000 000 $ |
| 2010-2011   | Jazz         | 13 000 000 $ |
| 2011-2012*  | Jazz         | 14 000 000 $ |
| 2012-2013   | Jazz         | 15 000 000 $ |
| 2013-2014   | Bobcats      | 13 500 000 $ |
| Total Gains |              | 85 519 285 $ |
| 2014-2015   | Hornets      | 13 666 667 $ |
| 2015-2016   | Hornets      | 13 833 333 $ |

Note : * En 2011, le salaire moyen d'un joueur évoluant en NBA est de 5 150 000 $.

## Anecdote
Durant sa première saison avec les Celtics, Al Jefferson portait le numéro 8 qui était auparavant attribué à Antoine Walker. Lorsque celui-ci est revenu à Boston à la mi-saison, Al Jefferson lui a cédé le numéro 8 (les échanges de numéro se monnayent habituellement en NBA) pour porter le numéro 7. Depuis sa venue chez les Wolves, il porte le numéro 25 qu'il portait au lycée.

## Vie privée
En décembre 2011, sa petite amie est arrêtée par la police pour avoir mordu le dos de Jefferson.
En 2012, il s'achète un lit à 23 287 $ de 3,66m x 3.05m.